# Aire-la-Ville
Aire-la-Ville (frz. [ɛʀ la vil], im einheimischen frankoprovenzalischen Dialekt [(a) ɛr la ˈvɛla/ɛr la ˈvəla]) ist ein Dorf und eine politische Gemeinde des Kantons Genf in der Schweiz.

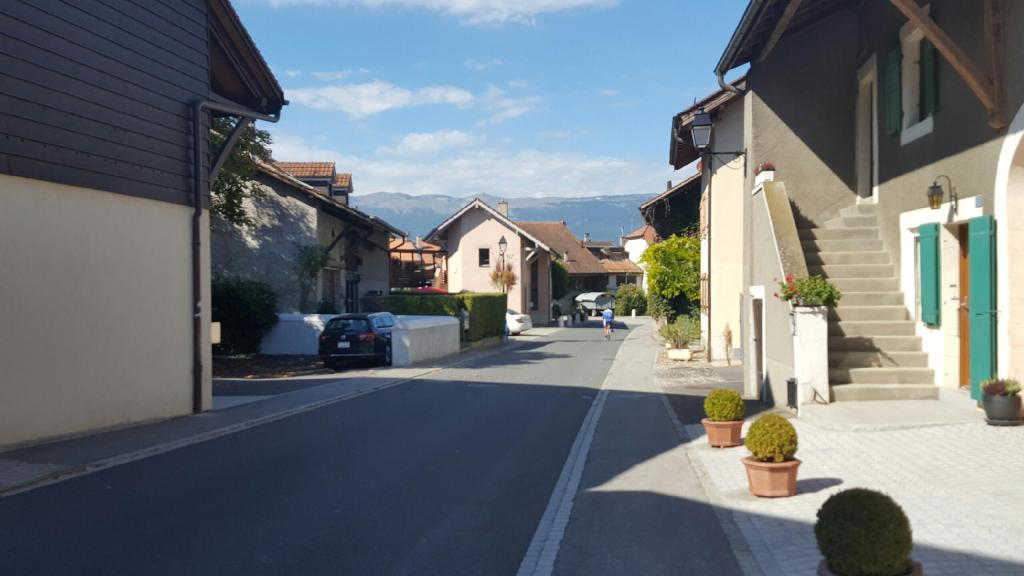
Aire-la-ville, rue

Aire-la-Ville liegt am linken Ufer der Rhone an einer Flussschleife. Auf dem Gemeindegebiet befindet sich ein Teil des Laufwasserkraftwerks Barrage de Verbois.

Historisches Luftbild von Werner Friedli von 1953

## Geschichte
Auf Gemeindegebiet wurden Reste eines römischen Gutshofes und Gräber aus der Spätantike und dem Frühmittelalter gefunden. Erstmals urkundlich erwähnt wird der Ort 1496 als Herkunftsbezeichnung: Gervasius Barberii, de Eyria, carpentator; 1511 erscheint er als Ayria Villa, 1572 als Ayre-la-Ville. Der Ortsname geht wahrscheinlich zurück auf lat. ārea ‚Fläche, Platz, Markt‘; der spätere Zusatz Villa/-la-Ville bedeutet ‚Siedlung, Dorf‘ und dient der Unterscheidung zu andern Ortschaften gleichen Namens.
Aire-la-Ville gehörte von 1536 bis 1564 zu Bern, danach bis 1601 zu Savoyen. Anschliessend gehörte die Gemeinde zu Frankreich. Von 1716 bis 1816 war sie wiederum Teil von Savoyen. Mit dem Vertrag von Turin vom 16. März 1816 gelangte die Gemeinde schliesslich an den Kanton Genf.

## Bevölkerung
| Bevölkerungsentwicklung | Bevölkerungsentwicklung | Bevölkerungsentwicklung | Bevölkerungsentwicklung | Bevölkerungsentwicklung | Bevölkerungsentwicklung | Bevölkerungsentwicklung | Bevölkerungsentwicklung | Bevölkerungsentwicklung | Bevölkerungsentwicklung | Bevölkerungsentwicklung | Bevölkerungsentwicklung | Bevölkerungsentwicklung | Bevölkerungsentwicklung |
| ----------------------- | ----------------------- | ----------------------- | ----------------------- | ----------------------- | ----------------------- | ----------------------- | ----------------------- | ----------------------- | ----------------------- | ----------------------- | ----------------------- | ----------------------- | ----------------------- |
| Jahr                    | 1693                    | 1850                    | 1860                    | 1900                    | 1930                    | 1950                    | 1990                    | 2000                    | 2003                    | 2010                    | 2012                    | 2014                    | 2017                    |
| Einwohner               | 149                     | 243                     | 254                     | 186                     | 159                     | 169                     | 499                     | 736                     | 736                     | 1158                    | 1108                    | 1151                    | 1161                    |

## Persönlichkeiten
Hans Berger, Maler, starb am 7. April 1977 in Aire-la-Ville.